# Great Gaddesden
Great Gaddesden es una parroquia civil y un pueblo del distrito de Dacorum, en el condado de Hertfordshire (Inglaterra).

## Geografía
Según la Oficina Nacional de Estadística británica, Great Gaddesden tiene una superficie de 20,29 km².

## Demografía
Según el censo de 2001, Great Gaddesden tenía 931 habitantes (50,38% varones, 49,62% mujeres) y una densidad de población de 45,88 hab/km². El 18,69% eran menores de 16 años, el 75,94% tenían entre 16 y 74, y el 5,37% eran mayores de 74. La media de edad era de 39,1 años. Del total de habitantes con 16 o más años, el 26,42% estaban solteros, el 60,37% casados, y el 13,21% divorciados o viudos.
El 93,46% de los habitantes eran originarios del Reino Unido. El resto de países europeos englobaban al 1,82% de la población, mientras que el 4,72% había nacido en cualquier otro lugar. Según su grupo étnico, el 97,44% eran blancos, el 0,96% mestizos, el 0,64% asiáticos, el 0,64% negros, y el 0,32% chinos. El cristianismo era profesado por el 73,55%, el budismo por el 2,26%, el hinduismo por el 0,65%, y el judaísmo por el 1,18%. El 15,91% no eran religiosos y el 6,45% no marcaron ninguna opción en el censo.
Había 347 hogares con residentes y 7 vacíos.